# Fårömål
Fårömål (også Fåråiskå og Fåröiskå, på dansk Fårømål) er en dialekt af gutnisk (gutamål), der tales på den nord for Gotlands hovedø beliggende ø Fårö.
Fårömål er den mest arkaiske gutniske variant med hensyn til morfologi og fonetik. Dialekten ligger tættest på den oldgutniske sprogform og har f.eks. bevaret a-endelse i verbens infinitiv. Der findes også endelser i pronominer, som ellers er bortfaldt i de andre gutniske dialekter og de andre skandinaviske sprog (f.eks. ja kimbur, däu kumbort, han kumbur).
Mange ord, som var var enstavede i oldnordisk, blev i moderne dansk og svensk tostavede, idet der blev indsat endnu en vokal (f.eks. oldnordisk akr blev til → dansk ager og svensk aker). Samme udvikling fandt sted i gutnisk. Men i stedet for et a eller e som i hovedøens dialekter (altså på storlandsgutamål som f.eks. laumål), blev den indsatte vokal på fårøske gutnisk et u eller å (f.eks. akur på Fårömål mod akar i Laumålet). Sejl udtales sjegul på Fårö mod hhv. sjegel eller sjägel i det øvrige Gotland. I Fårømålet findes også sætningskonstruktioner, hvor det svenske og danske sprog skyder et det ind (f. eks. da bleir an mild vintor i stedet for då blir det en mild vinter el. der bliver det en mild vinter) .
Mens den bestemte form pluralis på hovedøens gutamål ofte er lige med den ubestemte, har Fårømål en særlig endelse med -unar (f.eks. gaitunar). Mens de ubetonede endelser ofte er udeladt i hovedøens dialekter (storlandsmål), har dialekten på Fårø også her bevaret endelserne (f.eks. Han skulle tage til Fole og købe skov → Han skudd' gleid' (gläid') ti Fol u kaup' skog på Laumål blev til Han skudde gläida till Fola u kaupa skog på Farømål).
Fårøs sætningsmelodi ligger lidt tættere på den svenske. Fårömålet deler også ligheder med dansk (f.eks. inte rätt/rett stor på fårömål i stedet for inte särskilt stor på svensk).